# Нескінченно мала величина
Нескінченно мала величина — числова функція або послідовність, яка прямує до нуля.
Обчислення нескінченно малих — обчислення з нескінченно малими величинами, при яких результат розглядається як нескінченна сума нескінченно малих. Обчислення нескінченно малих складає основу диференціювання та інтегрування.

## Нескінченно мала

### Означення
Послідовність {\displaystyle a_{n}} називається нескінченно малою, якщо {\displaystyle \lim _{n\to \infty }a_{n}=0}. Наприклад, послідовність чисел {\displaystyle a_{n}={\frac {1}{n}}} — нескінченно мала.
Це ж означення можна викласти і в іншому формулюванні. Послідовність {\displaystyle a_{n}} називається нескінченно малою, якщо вона по абсолютному значенню стає і залишається меншою як завгодно малого наперед заданого числа ε > 0, починаючи з деякого місця.
Жодне число окрім нуля не може бути віднесене до нескінченно малих величин.

### Властивості нескінченно малої
- Алгебраїчна сума декількох нескінченно малих величин є також величина нескінченно мала
- Різниця двох нескінченно малих величин є величина нескінченно мала
- Добуток обмеженої змінної величини на нескінченно малу є величина нескінченно мала
- Відношення двох нескінченно малих величин - невизначеність

Границя нескінченно малої
Постійне число а називається границею послідовності {\displaystyle x_{n}}, якщо різницею між ними є нескінченно мала величина.

## Інші означення нескінченно малої
Функція називається нескінченно малою в околі точки {\displaystyle x_{0}}, якщо {\displaystyle \lim _{x\to x_{0}}f(x)=0}.
Функція називається нескінченно малою на нескінченності, якщо {\displaystyle \lim _{x\to +\infty }f(x)=0} або {\displaystyle \lim _{x\to -\infty }f(x)=0}.
Також нескінченно малою є функція, що являє собою різницю функції і її границі, тобто якщо є {\displaystyle \lim _{x\to +\infty }f(x)=a}, то  {\displaystyle f(x)-a=\alpha (x)} , {\displaystyle \lim _{x\to +\infty }(f(x)-a)=0}.
Інфінітезимальний — математичний термін, що вживається, як синонім поняття «нескінченно малий»

## Класифікація нескінченно малих величин

### Порівняння нескінченно малих
Нескінченно малі величини порівнюють між собою по характеру їх наближення до нуля.
- Якщо відношення {\displaystyle {\tfrac {\beta }{\alpha }}} (а з ним і {\displaystyle {\tfrac {\alpha }{\beta }}}) мають скінченну і відмінну від нуля границю, то нескінченно малі {\displaystyle \alpha } та

{\displaystyle \beta } вважаються величинами одного порядку.
- Якщо ж відношення {\displaystyle {\tfrac {\beta }{\alpha }}} само виявляється нескінченно малою (а зворотне відношення {\displaystyle {\tfrac {\alpha }{\beta }}} нескінченно великою), то нескінченно мала {\displaystyle \beta } вважається величиною вищого порядку малості, ніж нескінченно мала {\displaystyle \alpha }, та одночасно нескінченно мала {\displaystyle \alpha } буде нижчого порядку малості, ніж нескінченно мала {\displaystyle \beta }.

Якщо нескінченно мала {\displaystyle \beta } виявляється вищого порядку, ніж нескінченно мала {\displaystyle \alpha }, то цей факт записують так: {\displaystyle \beta =o(\alpha )}

### Шкала нескінченно малих
При потребі в точнішій порівняльній характеристиці поводження нескінченно малих, у виразі їх порядків числами, вибирають в ролі "еталона" одну з нескінченно малих, її називають основною. Далі зі ступенів основної нескінченно малої {\displaystyle \alpha } (будемо вважати, що {\displaystyle \alpha >0}) з різними додатніми показниками, {\displaystyle \alpha ^{k}}, складають як би шкалу для оцінки нескінченно малих складнішої природи.
- Домовляються вважати нескінченно малу {\displaystyle \beta } величиною к-го порядку (відносно основної  нескінченно малої {\displaystyle \alpha }), якщо {\displaystyle \beta } та {\displaystyle \alpha ^{k}} (k > 0) будуть величинами одного порядку, тобто якщо відношення {\displaystyle {\tfrac {\beta }{\alpha ^{k}}}} має кінцеву та відмінну від нуля границю.

### Еквівалентні нескінченно малі
- Нескінченно малі {\displaystyle \alpha } та {\displaystyle \beta } вважаються еквівалентними (в знаках {\displaystyle \alpha \sim \beta }), якщо їх різниця {\displaystyle \gamma =\beta -\alpha } є величиною вищого порядку, ніж кожна з нескінченно малих {\displaystyle \alpha } та {\displaystyle \beta }:

{\displaystyle \gamma =o(\alpha )} та {\displaystyle \gamma =o(\beta )}
Розглянемо дві еквівалентні нескінченно малі {\displaystyle \alpha } та {\displaystyle \beta }, так що {\displaystyle \beta =\alpha +\gamma }, де {\displaystyle \gamma =o(\alpha )}. Якщо наближено припустити {\displaystyle \beta =\alpha }, то - в міру зменшення обох величин - прагне до нуля не тільки абсолютна похибка цієї заміни, позначена як {\displaystyle \left|\gamma \right|}, але і відносна похибка, що дорівнює {\displaystyle \left|{\tfrac {\gamma }{\alpha }}\right|}. Іншими словами, при достатньо малих значеннях {\displaystyle \alpha } та {\displaystyle \beta } можна зі скільки завгодно великою відносною точністю взяти, що {\displaystyle \beta =\alpha }. На цьому базується, при наближених викладках, заміна складних нескінченно малих еквівалентними їм простими.
Друге означення еквівалентності (рівносильне першому):
- Для того, щоб дві нескінченно малі {\displaystyle \alpha } та {\displaystyle \beta } були еквівалентні, необхідно та достатньо, щоб було {\displaystyle \lim {\tfrac {\beta }{\alpha }}=1}

Доведення:
Нехай спочатку виконується дане співвідношення, так що
{\displaystyle \delta ={\tfrac {\beta }{\alpha }}-1\to \ 0}
Тоді
{\displaystyle \gamma =\beta -\alpha =\delta *\alpha }
буде величиною вищого порядку, ніж {\displaystyle \alpha }, тому що
{\displaystyle \lim {\tfrac {\gamma }{\alpha }}=\lim \delta =0}
Обернено, нехай тепер {\displaystyle \alpha } та {\displaystyle \beta } еквівалентні, тобто {\displaystyle \gamma =\beta -\alpha } нескінченно мала вищого порядку, ніж {\displaystyle \alpha }. Наслідком цього маємо
{\displaystyle {\tfrac {\beta }{\alpha }}-1={\tfrac {\gamma }{\alpha }}\to \ 0}, звідкіля {\displaystyle {\tfrac {\beta }{\alpha }}\to \ 1}
Що і потрібно було довести.

### Виокремлення головної частини
Якщо вибрана основна нескінченно мала {\displaystyle \alpha }, то найпростішими нескінченно малими будемо вважати величини вигляду {\displaystyle c*\alpha ^{k}}, де с - постійний коефіцієнт і k > 0. Нехай нескінченно мала {\displaystyle \beta } буде k-го порядку відносно {\displaystyle \alpha }, тобто
{\displaystyle \lim {\tfrac {\beta }{\alpha ^{k}}}=c}
Де с - скінченне та відмінне від нуля число. Тоді
{\displaystyle \lim {\tfrac {\beta }{c\alpha ^{k}}}=1}
і нескінченно малі {\displaystyle \alpha } та {\displaystyle \beta } виявляються еквівалентними: {\displaystyle \beta \sim c\alpha ^{k}}.
Ця найпростіша нескінченно мала {\displaystyle c\alpha ^{k}}, еквівалентна даній нескінченно малій {\displaystyle \beta }, називається її головною частиною (або головним членом)